# Rhododendron dilatatum
Espèce
Classification phylogénétique
Rhododendron dilatatum est une espèce de plantes de la famille des Ericaceae, originaire du Japon.